# Jiangxi Open 2018
Jiangxi Open 2018 byl tenisový turnaj pořádaný jako součást ženského okruhu WTA Tour, který se odehrával v areálu městského Mezinárodní tenisového centra na otevřených dvorcích s tvrdým povrchem DecoTurf. Konal se mezi 23. až 29. červencem 2018 v jihočínském Nan-čchangu jako pátý ročník turnaje.
Turnaj s rozpočtem 250 000 dolarů patřil do kategorie WTA International Tournaments. Nejvýše nasazenou hráčkou ve dvouhře se stala čínská třicátá tenistka světa  Čang Šuaj, kterou ve čtvrtfinále vyřadila krajanka Ču Lin. Jako poslední přímá účastnice do dvouhry nastoupila další Číňanka 269. hráčka žebříčku Čang Jü-süan.
Premiérový singlový titul na okruhu WTA Tour získala 26letá Číňanka Wang Čchiang. Deblovou trofej obhájila čínská dvojice Ťiang Sin-jü a Tchang Čchien-chuej.

## Distribuce bodů a finančních odměn

### Distribuce bodů
| Soutěž  | vítězky | finalistky | semifinalistky | čtvrtfinalistky | 16 v kole | 32 v kole | Q  | Q2 | Q1 |
| ------- | ------- | ---------- | -------------- | --------------- | --------- | --------- | -- | -- | -- |
| dvouhra | 280     | 180        | 110            | 60              | 30        | 1         | 18 | 12 | 1  |
| čtyřhra | 280     | 180        | 110            | 60              | 1         | —         | —  | —  | —  |

### Finanční odměny
| Soutěž  | vítězky | finalistky | semifinalistky | čtvrtfinalistky | 16 v kole | 32 v kole | Q2     | Q1   |
| ------- | ------- | ---------- | -------------- | --------------- | --------- | --------- | ------ | ---- |
| dvouhra | $43 000 | $21 400    | $11 500        | $6 175          | $3 400    | $2 100    | $1 020 | $600 |
| čtyřhra | $12 300 | $6 400     | $3 435         | $1 820          | $960      | —         | —      | —    |

## Ženská dvouhra

### Nasazení
| Stát                             | Hráčka             | WTA | Nasazení |
| -------------------------------- | ------------------ | --- | -------- |
| Čína                             | Čang Šuaj          | 30. | 1.       |
| Čína                             | Pcheng Šuaj        | 30. | 2.       |
| Česko                            | Kristýna Plíšková  | 41. | 3.       |
| Čína                             | Wang Čchiang       | 51. | 4.       |
| Čína                             | Tuan Jing-jing     | 63. | 5.       |
| Srbsko                           | Jelena Jankovićová | 70. | 6.       |
| Čína                             | Čeng Saj-saj       | 71. | 7.       |
| Japonsko                         | Risa Ozakiová      | 77. | 8.       |
| Žebříček WTA k 26. červenci 2018 |                    |     |          |

### Jiné formy účasti
Následující hráčky obdržely divokou kartu do hlavní soutěže:
- Jang Čao-süan
- Čang Šuaj
- Čeng Wu-šuang

Následující hráčka nastoupila do hlavní soutěže pod žebříčkovou ochranou:
- Margarita Gasparjanová

Následující hráčky postoupily z kvalifikace:
- Hiroko Kuwatová
- Liang En-šuo
- Peangtarn Plipuečová
- Karman Thandiová
- Sü Š'-lin
- Sün Fang-jing

Následující hráčky postoupily z kvalifikace jako tzv. šťastné poražené:
- Momoko Koboriová
- Džunri Namigatová

### Odhlášení
před zahájením turnaje
- Jana Čepelová → nahradila ji  Ajano Šimizuová
- Bojana Jovanovská Petrović → nahradila ji  Lu Ťing-ťing
- Kristína Kučová → nahradila ji  Lu Ťia-ťing
- Pcheng Šuaj → nahradila ji  Jang Su-jeong
- Conny Perrinová → nahradila ji  Momoko Koboriová
- Arantxa Rusová → nahradila ji  Ankita Rainová
- Jang Čao-süan → nahradila ji  Džunri Namigatová

### Skrečování
- Vitalija Ďjačenková

## Ženská čtyřhra

### Nasazení
| Stát                                                                         | Hráčka            | Stát  | Hráčka                | WTA  | Nasazení |
| ---------------------------------------------------------------------------- | ----------------- | ----- | --------------------- | ---- | -------- |
| Japonsko                                                                     | Eri Hozumiová     | Rusko | Valerija Savinychová  | 153. | 1.       |
| Čína                                                                         | Tuan Jing-jing    | Čína  | Chan Sin-jün          | 192. | 2.       |
| USA                                                                          | Jacqueline Caková | Indie | Prarthana Thombareová | 239. | 3.       |
| Austrálie                                                                    | Naiktha Bainsová  | Čína  | Jie Čchiou-jü         | 277. | 4.       |
| Žebříček WTA k 26. červenci 2018; číslo je součtem umístění obou členek páru |                   |       |                       |      |          |

### Jiné formy účasti
Následující páry obdržely divokou kartu do hlavní soutěže:
- Sun Sü-liou /  Čeng Wu-šuang
- Liou Jen-ni /  Jüan Jüe

## Přehled finále

### Ženská dvouhra
- Wang Čchiang vs.  Čeng Saj-saj 7–5, 4–0skreč

### Ženská čtyřhra
- Ťiang Sin-jü /  Tchang Čchien-chuej vs.  Lu Ťing-ťing /  Jou Siao-ti, 6–3, 6–2